# Henri Delavallée
Jean Gabriel Henri Delavallée fue un pintor impresionista francés, nacido en Reims (1862) y fallecido en Pont-Aven (1943). Estudió en la Universidad de París, y más tarde asistió a la Escuela de Bellas Artes. En 1881 visitó Port-Aven, donde en 1886 se unió al círculo de Gauguin. Se cimenta en un estilo impresionista sintético, algunas veces puntillista. Trabajó con éxito como retratista y pintor de paisajes.

## Trayectoria
Como fue un buen estudiante en la escuela, en 1879 Delavallée se matriculó simultáneamente en la Sorbona y en la École des Beaux-Arts, donde estudió con los mejores maestros de arte de la época: Carolus-Duran, Luc-Olivier Merson, Henri Lehmann y Ernest Hébert. También conoció a Gabrielle Moreau, su futura esposa, mientras estuvo allí. A principios de la década de 1880, uno de sus amigos artistas, Hersart du Buron, lo animó a ir a Bretaña con él para buscar paisajes que pudieran pintar. Visitaron la isla de Ouessant, Le Faouët y Châteauneuf-du-Faou antes de llegar a Pont-Aven, donde se alojaron con los primos de su amigo. En 1886, durante una de sus muchas estancias en el pueblo, conoció a Paul Gauguin y Émile Bernard.
En 1887, gracias a su amigo Félix Bracquemond, conoció a Camille Pissarro y Georges Seurat. Trabajó con Pissarro, cuyo enfoque apreció especialmente, en Marlotte, produciendo obras en los estilos divisionista y puntillista. En 1889 también realizó grabados. De 1891 a 1896 expuso en la galería de Paul Durand-Ruel, en la Société des Amis des Arts de Nantes y en los Salones de París. En mayo de 1895 expone tres obras en Lieja. En 1896, la familia se fue de París a Constantinopla, donde él y su esposa se mezclaron con la alta sociedad turca. En 1901 regresaron a Francia y establecieron su hogar en Pont-Aven donde se asociaron con Théodore Botrel. En 1941, la Galerie Saluden de Quimper realizó una retrospectiva de su obra. Murió en 1943 en Pont-Aven donde está enterrado.

## Obras
Corral de granja (Cour de ferme)(1887), óleo sobre lienzo (59,7 x 73 cm) de estilo puntillista. Pertenece a la colección S. Josefowitz, en Lausanne (2003). 
El camino al sol (La rue ensoleillée) (hacia 1887), óleo sobre lienzo (45,7 x 55,2 cm) de estilo puntillista. Museo de Artes de Indianápolis.

## Galería

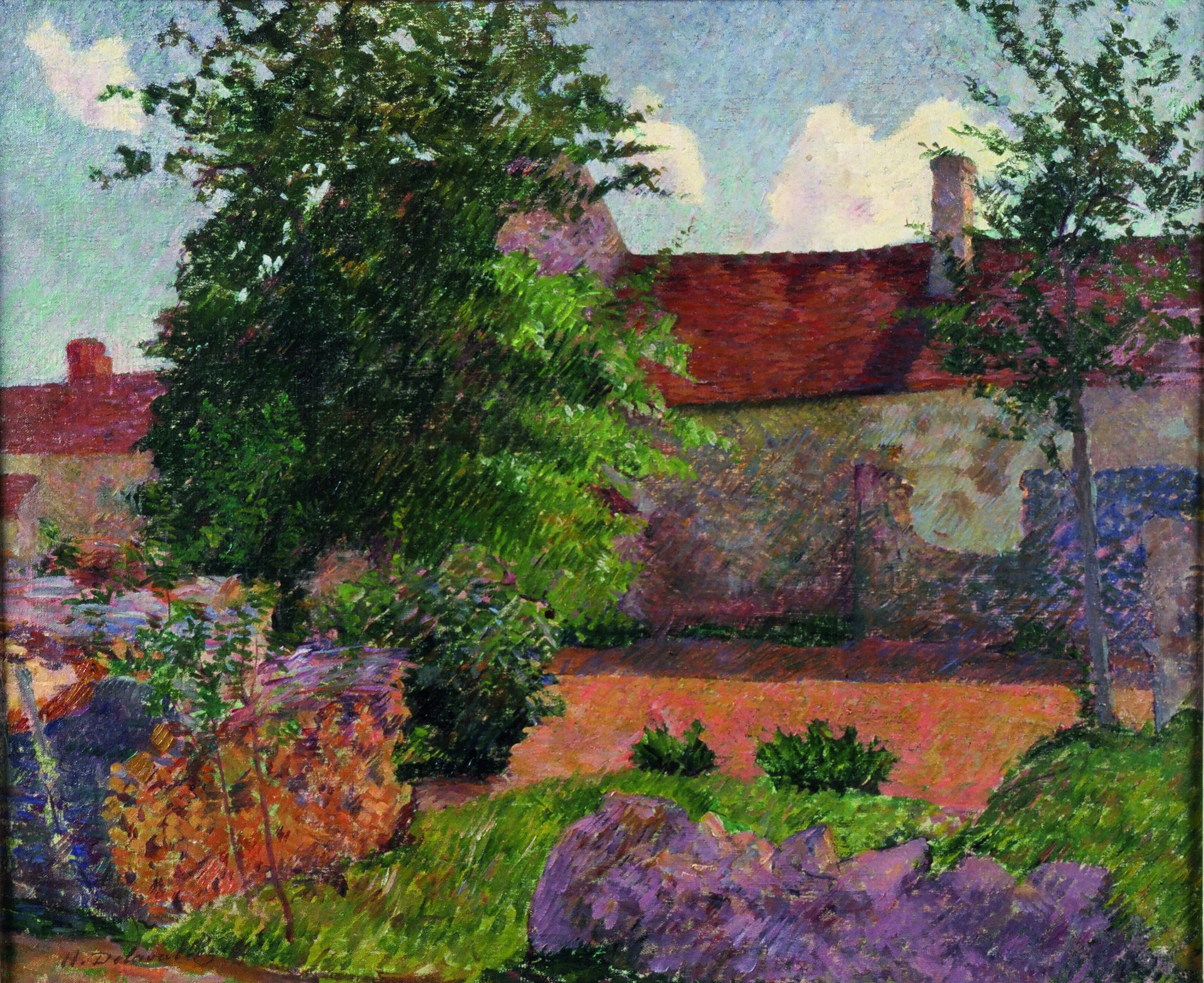
Henri Delavallée Paysage à Marlotte
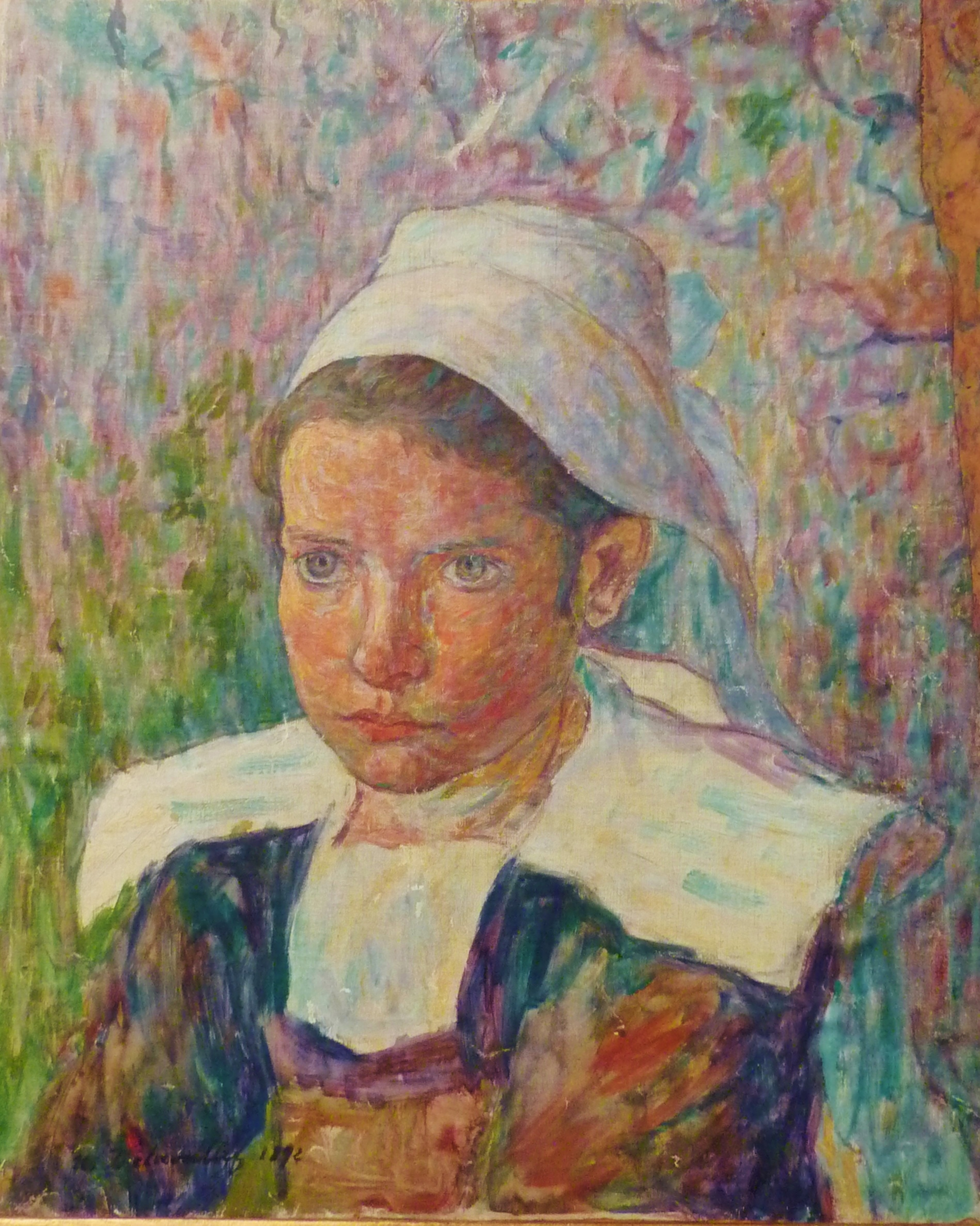
Brest musée beaux-arts Henri Delavallée bretonne de Pont-Aven
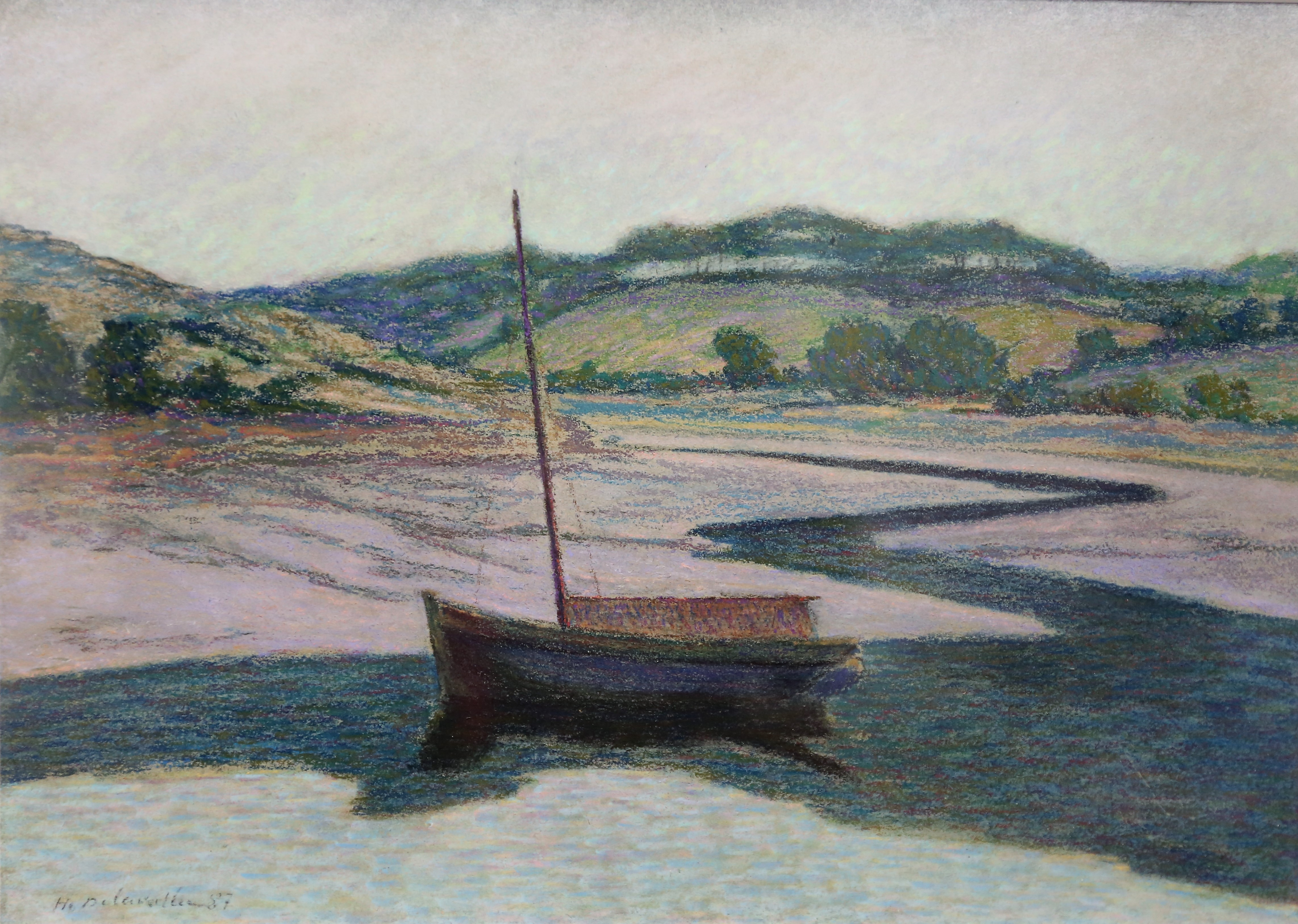
Henri Delavallée - Barque sur l’Aven à marée basse
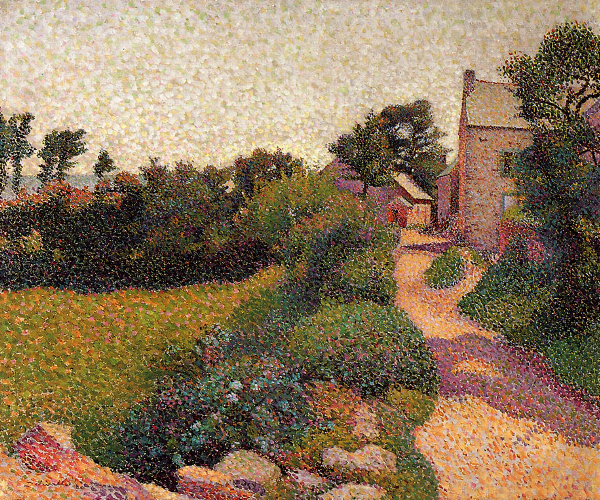
Delavallee La Rue au soleil 1887
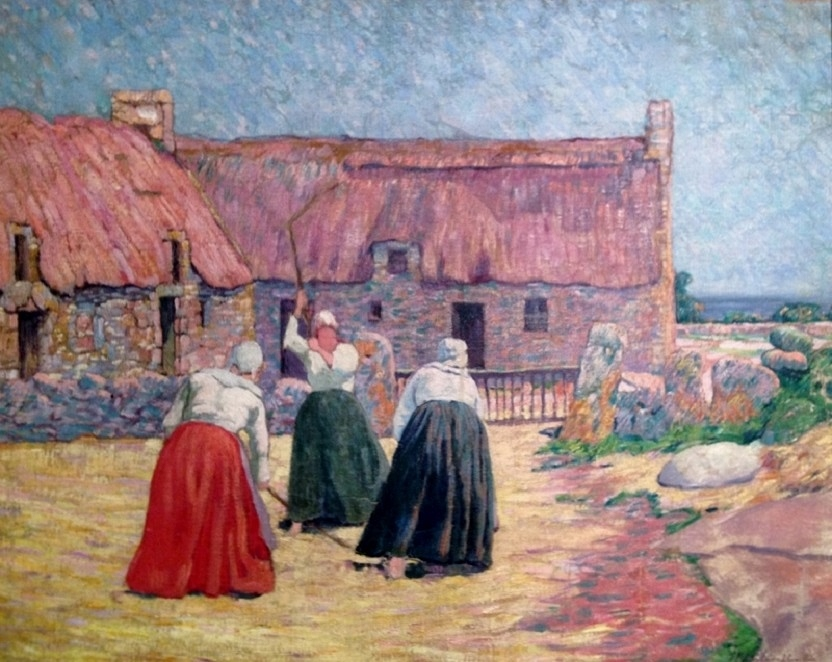
Delavallée battage
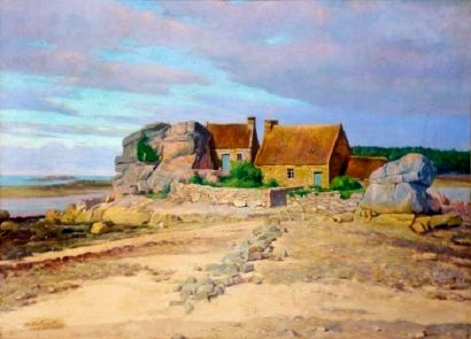
Delavallée Maisons en Bretagne